# Włośniak włosistopierścieniowy
Włośniak włosistopierścieniowy (Mallocybe heimii (Bon) Matheny & Esteve-Rav.) – gatunek grzybów należący do rodziny strzępiakowatych (Inocybaceae).

## Systematyka i nazewnictwo
Pozycja w klasyfikacji według Index Fungorum: Mallocybe, Inocybaceae, Agaricales, Agaricomycetidae, Agaricomycetes, Agaricomycotina, Basidiomycota, Fungi.
Po raz pierwszy opisał go w 1984 r. Marcel Bon nadając mu nazwę Inocybe heimii. W 2019 r. P.D. Matheny i F. Esteve-Rav. przenieśli go do rodzaju Mallocybe.
Nazwę polską zarekomendowała Komisja ds. Polskiego Nazewnictwa Grzybów w 2021 r.

## Morfologia
Owocniki duże, często rosnące w kępkach. Kapelusz o średnicy do10 cm, jasnobrązowy, o powierzchni zamszowatej, lub wełnistej, czasami łuszczącej się. Trzon z pierścieniem lub strefą pierścieniową. Zarodniki o długości do 12 µm. Cheilocystydy krótkie, często ledwo widoczne.

## Występowanie i siedlisko
Znane jest występowanie włośniaka włosistopierścieniowego w niektórych krajach Europy i w jednym regionie na wschodnim wybrzeżu Kanady. W Polsce jego stanowiska podano w Kampinoskim Parku Narodowym w 2015 roku.
Naziemny grzyb mykoryzowy. Występuje na ubogich piaszczystych glebach i wydmach.